# Spraggtjärnen (Norra Ny socken, Värmland, 671379-136798)
Spraggtjärnen är en sjö i Torsby kommun i Värmland och ingår i Göta älvs huvudavrinningsområde.